# Жусара (Парана)
Жусара (порт. Jussara) — муниципалитет в Бразилии, входит в штат Парана. Составная часть мезорегиона Северо-запад штата Парана. Входит в экономико-статистический микрорегион Сианорти. Население составляет 6486 человек на 2006 год. Занимает площадь 210,812 км². Плотность населения — 30,8 чел./км².

## Статистика
- Валовой внутренний продукт на 2003 год составляет 82 976 663,00 реалов (данные: Бразильский институт географии и статистики).
- Валовой внутренний продукт на душу населения на 2003 год составляет 12 965,10 реалов (данные: Бразильский институт географии и статистики).
- Индекс развития человеческого потенциала на 2000 год составляет 0,768 (данные: Программа развития ООН).